# Government of Ireland Act
Il Government of Ireland Act, anche chiamato Fourth Home Rule Act (ossia quarta legge sull'autogoverno), è una legge emanata dal Parlamento del Regno Unito, che nel 1920 concesse l'autogoverno ad una parte dell'isola d'Irlanda.

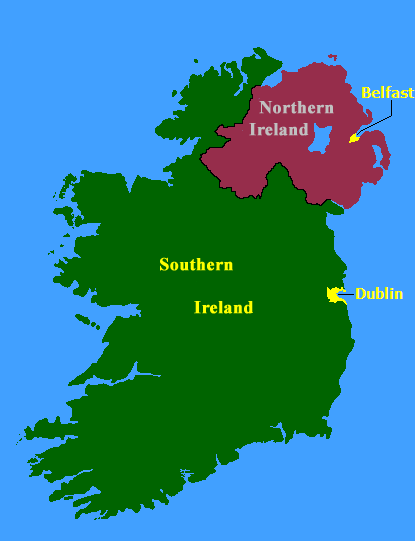
Nord e Sud Irlanda

La legge prevedeva la costituzione di due distinte istituzioni: uno riguarda la parte del nord-est dell'isola, chiamata Irlanda del Nord, e l'altra riguardava il resto dell'isola, chiamata in un primo momento Irlanda del Sud. Le istituzioni dell'Irlanda del Nord hanno mantenuto un certo grado di autonomia all'interno del Regno Unito fino al 1972. Da quell'anno, in seguito allo scoppio dei Troubles, il potere passò completamente nelle mani del governo britannico. L'Irlanda del Sud non operò mai come un'entità politica, e fu sostituita dallo Stato Libero d'Irlanda nel 1922.
In termini storici, l'atto è stato lo strumento legislativo che permise la partizione dell'Irlanda e nelle sue disposizioni prevedeva anche una eventuale riunificazione dell'isola.
La legge è stata abrogata in toto dal Northern Ireland Act del 1998, dopo l'Accordo del Venerdì Santo.